# Bandbrasse

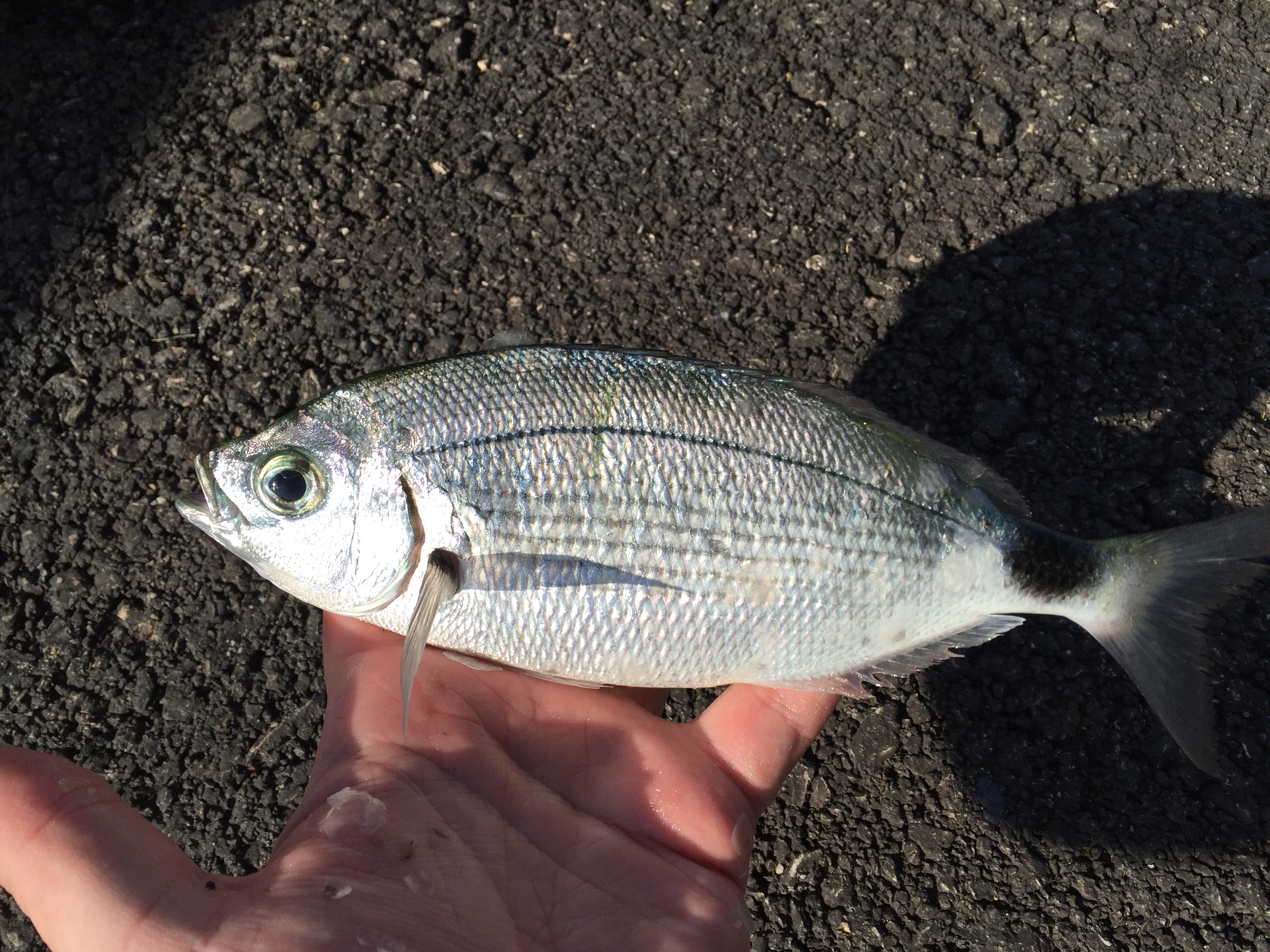
Bandbrasse, gefangen in Kroatien

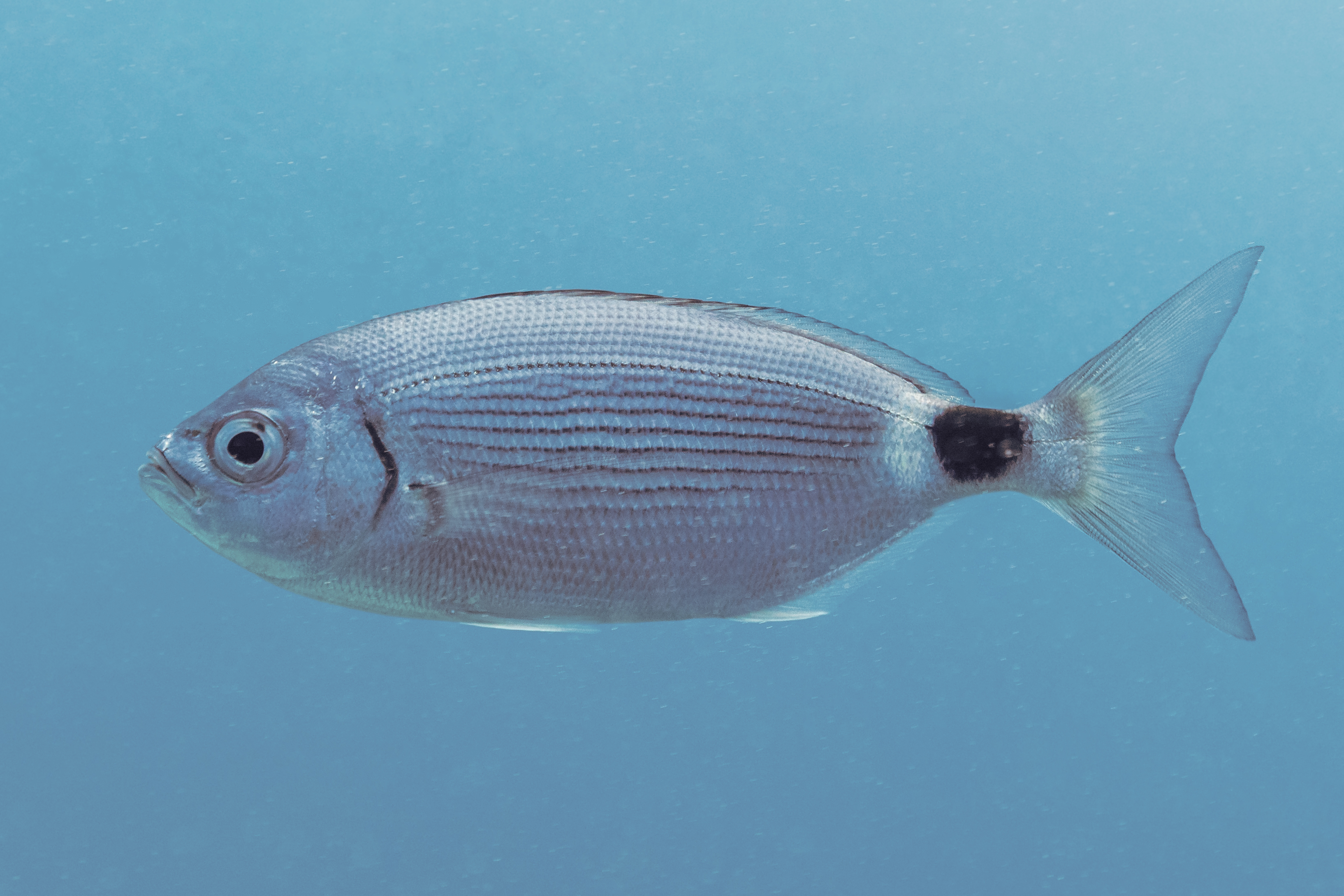
Bandbrasse im Freiwasser

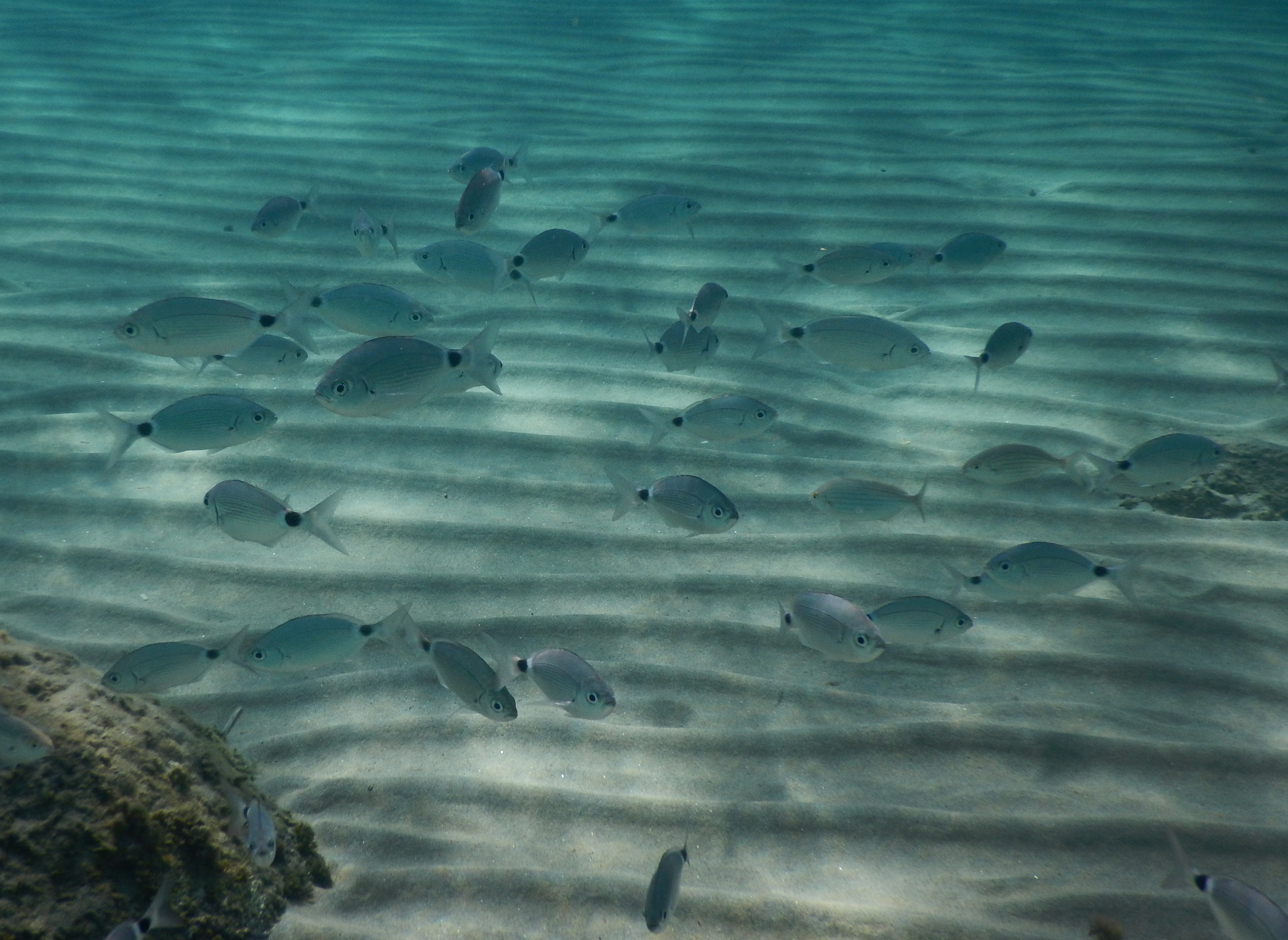
Bandbrassenschwarm vor der sardinischen Küste

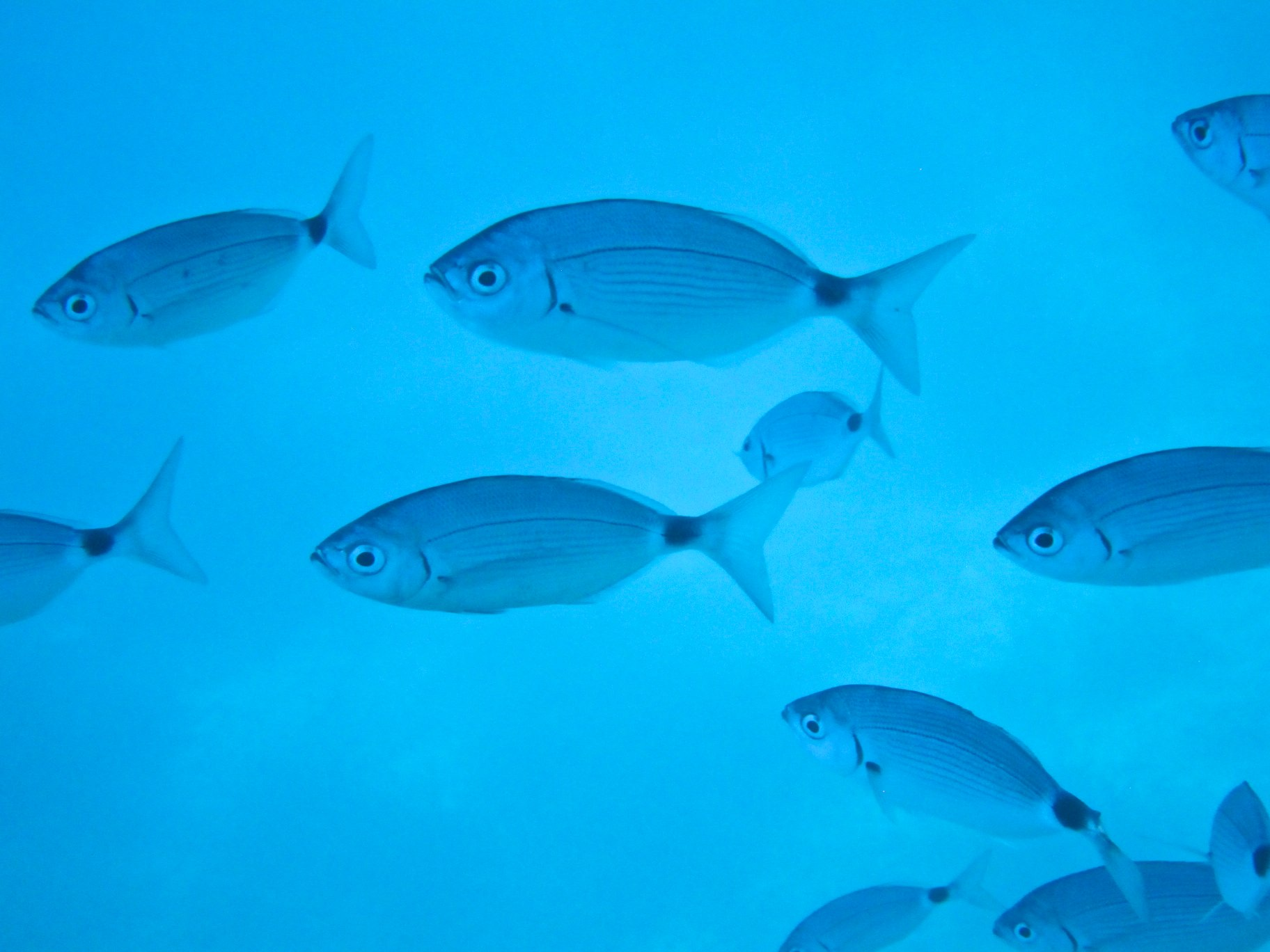
Schule von Bandbrassen

Die Bandbrasse (Oblada melanura), auch Oblada genannt, ist ein seit der Antike (als melanuros) bekannter Speisefisch, der im Mittelmeer und Atlantik beheimatet, aber inzwischen relativ selten geworden ist. Sie ist die einzige Art der Gattung Oblada aus der Familie der Meerbrassen (Sparidae).

## Verbreitung und Lebensraum
Ihr Verbreitungsgebiet erstreckt sich über das gesamte Mittelmeer und den westlichen Atlantik. Es reicht im Atlantik von der Biskaya, über die Azoren, Madeira, Kanarische Inseln, Kapverdische Inseln, westafrikanische Küste bis Angola. Im Zuge der globalen Erwärmung verbreitete sich die Fischart weiter westwärts.
Bandbrassen leben meist oberflächennah in kleinen Schulen bevorzugt an felsiger Küste. Zu ihrem Lebensraum gehören auch küstennahe Flachwasserzonen von Sandstränden, wo sie sich bis 30 Meter Wassertiefe aufhalten. Bei starker Sonneneinstrahlung werden häufig beschattete Bereiche von Felsen, Hafenanlagen oder Molen aufgesucht.

## Beschreibung
Die Bandbrasse hat einen hohen und seitlich stark abgeflachten Körper, der mit großen, locker sitzenden Schuppen besetzt ist. Der Kopf ist relativ klein, die Augen sind sehr groß und die Pupillen tropfenförmig. Die Rückenflosse ist mit spitzen Stacheln bewehrt und langgezogen, die Brustflossen sind sehr lang und sichelförmig und die Schwanzflosse ist fest und tief gegabelt. Das Maul der Bandbrasse ist oberständig und mit kleinen spitzen Zähnen besetzt.
Der Körper des Fisches ist silbern glänzend mit schwachen dunklen Längsstreifen und trägt an der Schwanzwurzel einen markanten schwarzen Fleck. Der Rücken ist etwas dunkler als der Bauch gefärbt. Die Maximalgröße der Bandbrasse liegt bei 36 Zentimetern, bei einem maximalen Gewicht von ca. einem Kilogramm. Durchschnittlich werden Bandbrassen zwischen 15 und 25 Zentimeter lang.

## Lebensweise
Die Bandbrasse lebt in kleinen Schulen im offenen Wasser in Küstennähe. Sie ist ein freischwimmender Raubfisch, der in Wassertiefen von der Oberfläche bis 30 Meter anzutreffen ist, jedoch niemals direkt am Meeresgrund. Größere Exemplare leben einzelgängerisch und jagen auch fernab der Küste im offenen Meer. Die Bandbrasse ist ein schneller und wendiger Schwimmer, der schnell große Tiefen überbrücken kann.
Die Bandbrasse ernährt sich opportunistisch. Die Nahrungspalette reicht von kleinen Fischen wie Ährenfischen, Sardellen, Sardinen, Goldsardinen (Sardinella aurita) und Sandaalen, von Krebstieren wie Garnelen und Ruderfußkrebsen sowie ebenso von kleinen Kopffüßern und Weichtieren. In Ufernähe fressen Bandbrassen auch eingeworfenes Brot und Fischereiabfälle.
Die Laichzeit der Bandbrassen ist regional unterschiedlich. Sie erstreckt sich an der ägyptischen Mittelmeerküste auf die Monate Mai bis Juli.

## Fischerei und Nutzung
Die Bandbrasse ist ein äußerst schmackhafter Speisefisch mit feinem, weißem Fleisch, das sowohl roh als auch gegrillt, gebraten, gebacken oder gedünstet genutzt wird. Sie wird mit Stellnetzen, Schleppnetzen und Langleinen gefangen. Das Fleisch verdirbt schnell, somit ist die Bandbrasse abseits der Küsten kaum erhältlich.
Mit der Angel stellt man der Bandbrasse mit feinen Schnüren und oberflächennahe an Posenmontagen angebotenen Ködern wie Kleinfischen, Kalmarstücken oder Brotflocken nach. Die Fische kämpfen stark, sind allerdings sehr empfindlich und sollten deswegen nicht zurückgesetzt werden.

## Bandbrassen und Menschen
In letzter Zeit wurde beobachtet, dass Bandbrassen ähnlich wie Geißbrassen unter bestimmten Voraussetzungen menschliche Haut anknabbern können. Dergleichen Vorfälle wurden bei Benidorm/Alicante und der Costa Brava gemeldet. Die ersten Angriffe sind bereits seit 2017 bekannt. Zur Erklärung für dieses veränderte Verhaltens der Fische wird der Klimawandel herangezogen. Höhere Wassertemperaturen von 29–30 °C  führen zu einem höheren Stoffwechselumsatz und daraus folgend zu einem höheren Nahrungsbedarf bei gesteigerter Aggressivität. Bevorzugte Opfer sind ältere Menschen mit Warzen, Muttermalen oder kleineren Wunden. Bandbrassen verursachen aber aufgrund der Größe ihres Mauls nur relativ kleine und ungefährliche Verletzungen.

„This is a fish used to being fed. There may be a high population density, and they do not flee from people, hence they peck at the wounds due to the smell of meat. - Dieser Fisch hat sich an Fütterung gewöhnt. Er hat eine hohe Populationsdichte entwickelt und flüchtet nicht mehr vor menschlicher Nähe. Fleischgeruch veranlasst sie, nach Hautunreinheiten zu schnappen.“

Verhaltensbiologische Experimente
Forschungstaucher des Max-Planck-Instituts für Verhaltensbiologie überprüften im Bereich der Station de Recherches Sous-marines et Océanographiques (StaReSO) auf Korsika, ob freilebende Bandbrassen und Streifenbrassen Menschen voneinander unterscheiden können. Zuvor hatte es anekdotische Berichte von Tauchern gegeben, die beobachtet hatten, dass die Brassen jenen Tauchern folgten, die im Verlauf von Konditionierungs-Experimenten Futter als Belohnung verteilt hatten, und zwar nach einigen Experimenten auch dann, wenn diese Taucher kein Futter mit sich führten. Andere Taucher wurden von den Fischen ignoriert. Ergebnis: Die Fische beider Arten können in freier Wildbahn Menschen anhand äußerer visueller Merkmale unterscheiden, beispielsweise anhand von unterschiedlich gefärbten Taucherflossen.